# Ларин, Евгений Григорьевич
Евгений Григорьевич Ларин (1931—2020) — советский и российский учёный-конструктор, разработчик ракетных двигателей малой тяги.

## Биография
Родился 15 января 1931 года в семье Ларина Григория Васильевича, землемера техника, геолога и астронома, и Лариной Анастасии Максимовной (девичья фамилия — Печугина). В семье было трое детей: Евгений, Виталий и Елена. Семья жила в центре Старой Москвы рядом с Малой Бронной в Пресненском районе.
После окончания Великой Отечественной войны поступил в МГТУ им. Н. Э. Баумана, которое окончил с докторской степенью в 1963 году.
В 1961 году направлен начальником научного отдела в Нижнюю Салду наладить работу предприятия филиала НИИ-1 в плане исследования ракетной техники, в области жидкостных ракетных двигателей малой тяги на три года. В планах Евгения Григорьевича было вернуться обратно в Москву на прежнюю работу в НИИ-1 (Исследовательский центр имени М. В. Келдыша), но в 1965 году его назначили заместителем начальника всего нижнесалдинского филиала по научной работе, а в 1971 году — главным конструктором «НИИ машиностроения» по разработке ракетных двигателей малой тяги. Евгений Григорьевич остался жить и работать в Нижней Салде.
Начиная с 1971 года под его непосредственным руководством в нижнесалдинском НИИМаш был создан специализированный проектно-конструкторский комплекс, где были разработаны около тридцати наименований ракетных двигателей малой тяги, используемых в системах ориентации, стабилизации и коррекции орбиты космических аппаратов. Двигателями малой тяги, разработанными под руководством Ларина были укомплектованы более 800 космических аппаратов. В их числе орбитальные станции «Салют», «Алмаз» и «Мир», модули дооснащения орбитального комплекса «Мир» — «Квант», «Кристалл», «Спектр» и «Природа», корабли обеспечения пилотируемых космических полетов — КА «Салют» и «Прогресс», аппараты серии «Космос».
На основе разработанных ракетных двигателей был так же создан ряд двигательных установок для выполнения Федеральной космической программы и других государственных задач.
Автор более 120 научных работ и изобретений, 15 авторских свидетельств на изобретения. Действительный член Российской академии космонавтики имени К. Э. Циолковского, академический советник Академии инженерных наук РФ. Являлся членом Совета главных конструкторов Российского авиационно-космического агентства и головных предприятий ракетно-космической отрасли России, членом Проблемного совета № 3 Научно-технического совета Росавиакосмоса.
Был женат, вырастил трёх сыновей.
Умер 23 октября 2020 года в Нижней Салде.

## Награды и звания
За научные разработки РДМТ мирового уровня и успехи в создании ракетно-космической техники отмечен государственными наградами: орденами «Трудового красного Знамени» и «Знак Почета», медалями «За доблестный труд. В ознаменование 100-летия со дня рождения В. И. Ленина» и «Ветеран труда», премией Правительства Российской Федерации. Награждён рядом медалей Федерации космонавтики.
Включён в список выдающийся выпускников МГТУ им. Н. Э. Баумана.
С 2003 года — почётный гражданин Нижней Салды.